# Eureka (Californie)
Pour les articles homonymes, voir Eurêka (homonymie).
Eureka est une municipalité américaine de Californie, siège du comté de Humboldt.

## Histoire
La situation côtière d'Eureka dans la baie de Humboldt sur l'océan Pacifique, adjacente à d'abondantes forêts de sequoias, est à l'origine de la colonisation de cette ville portuaire du XIXe siècle. Avant l'arrivée des colons euro-américains, y compris les agriculteurs, les mineurs, les pêcheurs et les bûcherons, la région était occupée par les peuples autochtones amérindiens.
Pendant plusieurs milliers d'années, les Wiyots vivaient à Jaroujiji (wiyot : « où vous asseoir et vous reposer »), dans la région où est établie aujourd'hui Eureka. Ce sont les peuples les plus éloignés du sud-ouest dont la langue a des racines algiques. Leur aire côtière traditionnelle allait de la Mad inférieure à la baie de Humboldt et au sud le long du bassin inférieur de l'Eel. Les Wiyot étaient particulièrement connus pour leur gestion de la vannerie et de la pêche.
Pendant près de trois cents ans après 1579, l'exploration européenne de la côte de ce qui allait devenir le nord de la Californie manqua à plusieurs reprises de localiser définitivement la baie de Humboldt en raison d'une combinaison de caractéristiques géographiques et de conditions météorologiques qui masquait la vue étroite de la baie. En dépit d'une observation bien documentée de 1806 par les explorateurs russes, la baie ne fut définitivement pas connue des Européens jusqu'à ce qu'une exploration terrestre de 1849 fournisse un compte rendu fiable de l'emplacement exact de ce qui est la deuxième plus grande baie de Californie. Le moment de cette découverte a conduit à la fondation, le 13 mai 1850, de la colonie d'Eureka sur son rivage par les sociétés Union et Mendocino Exploring (développement).

### Époque de la ruée vers l'or
Après la principale ruée vers l'or en Californie dans les Sierras, la baie de Humboldt a été réglée dans le but de fournir une alternative pratique à la longue route terrestre depuis Sacramento pour approvisionner les mineurs des rivières Trinity, Klamath et Salmon où de l'or avait été découvert. Bien que l'emplacement idéal sur la baie de Humboldt, à proximité de chenaux de navigation naturellement plus profonds, garantisse finalement le développement d'Eureka en tant que ville principale de la baie, la proximité d'Arcata avec le développement de canalisations d'approvisionnement pour les mines d'or à l'intérieur des terres assure la suprématie sur Eurêka jusqu'en 1856. 
Eureka tire son nom d'un mot grec signifiant « J'ai trouvé ! ». Cette déclaration exubérante de mineurs prospères (ou prometteurs) de la ruée vers l'or est également la devise officielle de l'État de Californie. Eureka est le seul endroit aux États-Unis à utiliser le même sceau que l’État pour le sceller.

### Massacre de Wiyot
Article principal : Massacre des Wiyots (en)
Les premiers Européens qui se sont aventurés dans la baie de Humboldt ont rencontré l'indigène Wiyot. Après 1850, les Européens finirent par submerger la Wiyot, dont la population maximale avant les Européens se chiffrait par centaines dans la zone de ce qui allait devenir la ville principale du comté. Mais dans presque tous les cas, les colons ont finalement coupé l'accès aux sources de nourriture ancestrales en plus du vol total de terres, malgré les efforts de certains responsables du gouvernement et de l'armée des États-Unis pour aider les peuples autochtones ou au moins maintenir la paix. Le Fort Humboldt a été créé le 30 janvier 1853 par l’armée américaine comme tampon entre les Amérindiens, les chercheurs d’or et les colons, sous le commandement du Lieutenant-colonel Brevet Robert C. Buchanan du 4e Régiment d’infanterie américain. Le massacre de Wiyot en 1860 eut lieu au printemps 1860 sur une île indienne (Indian Island (en)), commis par un groupe d'habitants de la ville, considérés comme des hommes d'affaires essentiellement d'Euréka. Le major Gabriel J. Rains, commandant du fort Humboldt à l'époque, a signalé à son commandant qu'un groupe local de miliciens avait décidé de « tuer tous les Indiens pacifiques - hommes, femmes et enfants ».

### L'industrie du bois
Le premier bureau de poste d'Eureka a ouvert ses portes en 1853, au moment même où la ville commençait à sculpter son plan de réseau à la lisière d'une forêt qu'elle consommerait en définitive pour nourrir le bâtiment de San Francisco et au-delà. Beaucoup des premiers immigrants arrivés comme prospecteurs étaient également des bûcherons, et le vaste potentiel d’industrie de la baie se réalisa rapidement, en particulier alors que de nombreux mineurs d’espoir se rendaient compte de la difficulté et de la rareté de la prospection des riches. En 1854, quatre ans seulement après la fondation, sept des neuf usines transformant du bois en bois commercialisable dans la baie de Humboldt se trouvaient à Eureka. Un an plus tard, 140 goélettes forestières opéraient à l'intérieur et à l'extérieur de la baie de Humboldt, transportant du bois d'œuvre des usines vers des villes en pleine expansion le long de la côte du Pacifique. Au moment où la charte pour Eureka a été accordée en 1856, les usines achalandées de la ville avaient une capacité de production quotidienne de 220 000 pieds cartons. Ce niveau de production, qui augmenterait considérablement et durerait plus d'un siècle, a fait d'Eureka la « capitale du bois » de la Californie. Eureka était au sommet de la croissance rapide de l’industrie du bois d’œuvre en raison de son emplacement entre les immenses forêts de séquoias de la côte et de son contrôle des principales installations portuaires. Les bûcherons ont abattu les énormes séquoias. Des dizaines de chemins de fer à voie étroite mobiles ont acheminé des charges de train de grumes et de produits de bois finis vers la ligne de chemin de fer principale, menant directement au quai d'Eureka et aux goélettes en attente. Dans les années 1880, les chemins de fer amenèrent à Eureka la production de centaines d'usines de toute la région, principalement pour être expédiées par son port. Après le début des années 1900, des camions, des trains et des navires ont expédié des produits d'Eureka, de la baie d’Humboldt et d'autres points de la région, mais Eureka est resté le centre actif de toutes ces activités pendant plus de 120 ans. Ces facteurs et d’autres ont fait d’Eureka une ville importante du début de l’histoire de l’État californien.

### Quartier commerçant
Un quartier commerçant animé et des victoriens fleuris se dressent à proximité du front de mer, reflétant la grande prospérité de cette époque. Il reste aujourd'hui des centaines de ces maisons victoriennes, dont beaucoup sont entièrement restaurées et quelques-unes ont toujours conservé leur élégance et leur splendeur d'origine. La représentation de ces maisons à Eureka regroupées avec celles d’Arata voisin et du village victorien de Ferndale revêt une importance considérable pour le développement général de l’architecture victorienne construite dans le pays. La magnifique maison Carson,
sur les rues 2d et M, est peut-être l‘œuvre victorienne la plus spectaculaire du pays. La maison a été construite entre 1884 et 1886 par les architectes renommés du XIXe siècle Newsom et Newsom pour le baron du bois de construction William M. Carson. Ce projet a été conçu pour garder les ouvriers et artisans experts occupés pendant une période de ralentissement dans l’industrie. l’Old Town d'Eureka, le centre-ville d'origine de cette ville animée du XIXe siècle, a été restaurée et est devenue un centre artistique vivant. Le quartier national d’Old Town a été déclaré quartier historique par le registre national des lieux historiques. Le quartier est composé de plus de 150 bâtiments, ce qui représente une grande partie du centre commercial original d'Eureka, datant du XIXe siècle. Ce lien culturel derrière le rideau de séquoia renferme encore une grande partie de son architecture victorienne, qui, si elle n’a pas été conservée pour son utilisation originale en tant qu’immeuble commercial ou habitation, a été transformée en une multitude de logements, de restaurants et de petits magasins uniques dotés d’un des créations faites à la main allant du verre aux poêles à bois et à une grande variété d’œuvres d’art créées localement.
La fondation et les moyens de subsistance d'Eureka étaient et restent liés à la baie de Humboldt, à l'océan Pacifique et aux industries connexes, notamment la pêche. La pêche au saumon a débuté le long de la rivière Eel dès 1851 et en l'espace de sept ans, 2 000 barils de poisson fumé et 23 000 kg de saumon fumé ont été transformés et expédiés chaque année depuis les usines de transformation situées sur le quai d'Eureka. En 1858, le premier de nombreux navires construits à Eureka a été lancé, commençant une industrie qui a duré des dizaines d'années. La baie est également le site de la plus grande exploitation ostréicole de la côte ouest, qui a commencé son statut commercial au XIXe siècle. Eureka est le port d'attache de plus de 100 navires de pêche (avec un record historique de plus de 400 en 1981) dans deux ports de plaisance modernes pouvant accueillir environ 400 bateaux dans les limites de la ville et au moins 50 autres dans la zone voisine de Fields Landing. , qui fait partie du Grand Eureka. Les captures régionales comprennent traditionnellement, entre autres espèces, le saumon, le thon, le crabe dormeur et la crevette, avec des débarquements annuels historiques totaux d'environ 16 000 kg (36 000 000 livres) de pêches en 1981.

### Expulsion des Chinois
L'émigration croissante de la Chine à la fin du XIXe siècle a déclenché un conflit entre les colons blancs et les immigrants, qui a finalement conduit à la loi d'exclusion des Chinois. Les récessions économiques qui ont entraîné une concurrence pour les emplois ont conduit à des actions violentes contre les immigrants chinois, en particulier sur la côte du Pacifique. En février 1885, la tension raciale à Eureka s’intensifia lorsque David Kendall, membre du conseil municipal d’Eureka, fut pris entre deux feux et a été tué dans le feu croisé de deux gangs chinois. Cela a conduit à la convocation de six cents hommes d’Eureka et à l'expulsion définitive et forcée des 480 résidents chinois du quartier chinois d'Eureka. Parmi ceux qui gardaient la prison de la ville au plus fort de la tension sinophobe se trouvait James Gillett, qui devint par la suite gouverneur de la Californie. L'ordonnance anti-chinoise a été abrogée en 1959.

### Développement de la ville
L'achèvement du Northwestern Pacific Railroad en 1914 offrait à l'industrie locale du bois d'œuvre une alternative aux navires pour le transport de ses millions de pieds-planche de bois d'œuvre destinés aux marchés de San Francisco et au-delà. Il fournissait également le premier itinéraire terrestre sûr entre San Francisco et Eureka pour permettre aux personnes de s’aventurer dans l’empire de séquoias. En conséquence, la population d'Eureka de 7 300 habitants est passée à 15 000 en dix ans. En 1922, la route de Redwood était achevée, offrant ainsi le premier itinéraire terrestre fiable et direct pour les automobiles en provenance de San Francisco. En 1931, l'Eureka Street Railway exploitait quinze tramways sur une distance de douze kilomètres. La liaison de transport d'Eureka avec le monde « extérieur » avait radicalement changé après plus d'un demi-siècle de promenades sur scène ou de traversées périlleuses de bateaux à vapeur par le Humboldt Bar et sur l'océan Pacifique jusqu'à San Francisco. La construction de l'Eureka Inn a coïncidé avec l'ouverture de la nouvelle route menant à San Francisco. En raison de son immense fierté civique au cours de cette ère d'expansion du début du XXe siècle, Eureka s'est surnommé officiellement « Ville Reine de l'Occident ultime ». L'industrie du tourisme, le logement pour le soutenir et le marketing associé étaient nés. 

### Après la Seconde Guerre mondiale
L’économie du bois d’Eureka fait partie de l’économie du bois d’œuvre du nord-ouest du Pacifique, qui croît et décroît en raison de la crise économique. À Eureka, l'industrie du bois et la pêche commerciale ont toutes deux diminué après la Seconde Guerre mondiale. La tempête Columbus de 1962 avait abattu des arbres et créé un excédent sur le marché national du bois d'œuvre, ce qui avait entraîné une augmentation des expéditions vers les marchés étrangers. Le commerce de grumes avec le Japon et d'autres pays du bassin du Pacifique a augmenté. En dépit de nombreuses rumeurs allant dans le sens contraire, très peu de ce bois est revenu sur les marchés américains. En 1989, les États-Unis ont modifié leur législation en matière d'exportation de grumes, autorisant l'exportation de bois à moindre coût provenant de terres publiques sous forme de grumes brutes à l'étranger, afin d'aider à équilibrer le budget fédéral.

### Séismes importants
La région subit régulièrement d'importants tremblements de terre car elle se situe à l'extrémité sud de la zone de subduction de Cascadia et à proximité de la faille de San Andreas, qui s'interface autour de la triple jonction de Mendocino. Le 9 janvier 2010, un séisme de magnitude 6,5 a eu lieu à environ 33 miles (33 km) de la côte d'Eureka. Au bout de deux secondes, il est devenu un « cavalier » violent, faisant voler des objets;  les chocs, principalement verticaux, provoquaient des vitres brisées dans les magasins, des étagères renversées dans les maisons et les magasins, ainsi que des dommages aux détails architecturaux de nombreux édifices historiques.  Les hôpitaux locaux ont principalement traité des blessures mineures et l’électricité a été coupée sur une grande surface. Il y a eu de nombreuses fuites de gaz naturel, mais aucun incendie n'a eu lieu. Il s’agissait du séisme récent le plus important qui ait eu lieu depuis la séquence du 25 au 26 avril 1992. Le 4 février 2010, il a été suivi par un séisme de magnitude 5,9 qui s'est produit à environ 56 km au nord-ouest de la localité de Petrolia et à près de 80 km à l'ouest d'Eureka. Les secousses ont été ressenties dans un rayon de 150 km (240 km), aussi loin au nord que le sud de l'Oregon et jusqu'au sud du comté de Sonoma. Le séisme  le plus important enregistré dans la région était celui de 7,2 Mw le 8 novembre 1980. Les tremblements de terre plus dangereux peuvent constituer une menace de tsunami pour les zones côtières.
Le musée historique de Clarke, dans l’Old Town d'Eureka, abrite une vaste collection d'articles de vannerie complexes appartenant aux groupes autochtones de la région.
Depuis 2013, l'Eureka High School propose le plus grand programme de langue yurok en Californie.
Un puissant séisme de magnitude 7 a été ressenti, jeudi 5 décembre, près des côtes du nord de la Californie, a annoncé l’institut américain de géophysique (USGS). Le tremblement de terre a eu lieu vers 10 h 45 (19 h 45 à Paris) à 10 kilomètres de profondeur près de la petite ville d’Eureka, selon l’USGS. Le séisme a déclenché une alerte au tsunami qui a été levée un peu plus tard dans la journée, les autorités assurant que plus aucun danger ou menace ne persistait.

## Géographie
Selon le Bureau du recensement des États-Unis, la ville a une superficie totale de 38 km2, dont 25 km2 de terres et 13 km2 de mer, soit 35% d’eau. Eureka est situé dans la région de Redwood Empire en Californie, qui comprend la côte de l'océan Pacifique, Humboldt Bay, et plusieurs rivières, en plus des parcs nationaux et régionaux de Redwood et du parc d'état de Humboldt Redwoods. Aux États-Unis, Eureka se trouve à 455 km au nord de San Francisco et à 507 km au nord et à l’ouest de Sacramento. La marina de la ville est située sur l'une des trois îles, à un point étroit de la baie de 21 km de long. Son altitude augmente légèrement à mesure qu'elle s'étend au nord, au sud et surtout à l'est. La ville empiète doucement sur une distance d'au moins 3,2 km vers l'est, principalement dans les forêts de seconde croissance de Redwood et de douglas. La ville a une grille traditionnelle qui rayonne généralement vers les points cardinaux. La plupart des maisons postérieures à 1970 ont été construites dans des zones boisées autrefois dégagées.
La transition entre les limites officielles de la ville et les zones plus petites non constituées n’est généralement pas perceptible. Les zones orientales, y compris les aménagements isolés sur un terrain de golf, se sont développées plus récemment, à proximité de vastes forêts de seconde génération. Ces nouvelles maisons ont été construites à la suite du plan communautaire Eureka de 1995 dans le but de rapprocher les locaux des centres de loisirs et d’encourager les interactions entre les communautés. La ville cède ensuite la place aux collines et aux montagnes de la côte escarpée, dont l’altitude dépasse rapidement les 2 000 pieds (610 m). À une douzaine de kilomètres au sud d'Eureka se trouve la Réserve forestière de Headwaters.

### Démographie
| Groupe            | Eureka | Californie | États-Unis |
| ----------------- | ------ | ---------- | ---------- |
| Blancs            | 79,3   | 57,6       | 72,4       |
| Métis             | 5,9    | 4,9        | 2,9        |
| Autres            | 4,3    | 17,0       | 6,2        |
| Asiatiques        | 4,2    | 13,1       | 4,8        |
| Amérindiens       | 3,7    | 1,0        | 0,9        |
| Afro-Américains   | 1,9    | 6,2        | 12,6       |
| Océaniens         | 0,7    | 0,4        | 0,2        |
| Total             | 100    | 100        | 100        |
|                   |        |            |            |
| Latino-Américains | 11,6   | 37,6       | 16,7       |

Selon l'American Community Survey, pour la période 2011-2015, 86,91 % de la population âgée de plus de cinq ans déclare parler anglais à la maison, alors que 5,89 % déclare parler l'espagnol, 3,06 % une langue hmong, 0,72 % une langue chinoise, 0,54 % le tagalog et 2,87 % une autre langue.

### Climat
Eureka a un climat tempéré très doux avec seulement de très petites fluctuations de température entre l'été et l'hiver. Cela est dû au courant de Californie, dont la température de l'eau oscille entre 11,7 °C et 16 °C toute l'année. Selon la classification de Köppen, Eureka a un climat supra-méditerranéen (Csb), en raison des faibles précipitations en été,.
Les températures estivales moyennes à Eureka sont beaucoup plus fraîches qu'à New York et à Istanbul, qui se trouvent à la même latitude. Les températures estivales sont inhabituellement fraîches pour la 40e latitude et sont similaires à celles de l'Alaska du Sud-Est, de l'Écosse, de l'Irlande du Nord et de la Terre de Feu à l'extrême sud du Chili et de l'Argentine, qui sont loin au nord et au sud de la 50e latitude. Les températures hivernales moyennes sont également beaucoup plus douces qu'à New York et à Istanbul, et contrairement à ces deux villes, le gel et la neige ne se produisent pas chaque année. La neige est particulièrement rare et tombe au plus une ou deux fois par décennie.
| Mois                                  | jan.    | fév.    | mars    | avril   | mai     | juin    | jui.    | août    | sep.    | oct.    | nov.    | déc.    | année           |
| ------------------------------------- | ------- | ------- | ------- | ------- | ------- | ------- | ------- | ------- | ------- | ------- | ------- | ------- | --------------- |
| Température minimale moyenne (°C)     | 4,9     | 5,2     | 5,8     | 6,8     | 8,7     | 10,1    | 11,3    | 11,7    | 10,3    | 8,2     | 6,2     | 4,4     | 7,8             |
| Température moyenne (°C)              | 8,8     | 9,1     | 9,6     | 10,4    | 12,1    | 13,3    | 14,3    | 14,7    | 14      | 12,4    | 10,3    | 8,6     | 11,4            |
| Température maximale moyenne (°C)     | 12,8    | 13      | 13,4    | 14,1    | 15,3    | 16,6    | 17,3    | 17,8    | 17,7    | 16,6    | 14,3    | 12,6    | 15,1            |
| Record de froid (°C) date du record   | −7 1888 | −4 1899 | −2 1917 | −1 1895 | 2 2010  | 4 2003  | 6 1887  | 7 1935  | 2 1895  | 0 1971  | −3 1896 | −6 1972 | −7 1888         |
| Record de chaleur (°C) date du record | 26 1986 | 29 1930 | 26 1930 | 27 2014 | 29 1939 | 29 2019 | 25 2015 | 28 1991 | 31 2020 | 31 1993 | 27 1904 | 25 1963 | 31 1993 et 2020 |
| Ensoleillement (h)                    | 140,1   | 143,7   | 207,4   | 253,1   | 280,5   | 277,7   | 273,4   | 236,5   | 220,3   | 175,8   | 131,3   | 126,2   | 2 466           |
| Précipitations (mm)                   | 169,4   | 143,3   | 146     | 92,5    | 42,2    | 17,8    | 4,6     | 4,6     | 17,3    | 58,7    | 124,2   | 205,7   | 1 026,3         |
| dont neige (cm)                       | 0,08    | 0,08    | 0,1     | 0,03    | 0       | 0       | 0       | 0       | 0       | 0       | 0       | 0       | 0,29            |
| Nombre de jours avec précipitations   | 16,5    | 15,2    | 16      | 13,8    | 9,3     | 5,5     | 3       | 3,5     | 4,7     | 8,7     | 14,3    | 17,1    | 127,6           |
| Humidité relative (%)                 | 82      | 81      | 82      | 82      | 83      | 85      | 87      | 88      | 85      | 83      | 83      | 82      | 84              |
| Nombre de jours avec neige            | 0,07    | 0,03    | 0,03    | 0,03    | 0       | 0       | 0       | 0       | 0       | 0       | 0       | 0       | 0,17            |

## Politique et administration

### Administration locale
La ville d'Eureka possède un système d'administration à gérance municipale. Le conseil municipal élu pour quatre ans comprend le maire et cinq membres du conseil, élus chacun dans un des cinq quartiers de la ville, appelés ward. Le maire préside les réunions du conseil, exerce les fonctions cérémonielles et nomme les responsables de l'administration municipale. La gestion des affaires courantes de la ville est confiée au bureau du directeur municipal (City Manager), nommé par le maire. 
Depuis le 18 décembre 2018, la fonction de maire est occupée par Susan Seaman.

### État et gouvernement fédéral
Au niveau de l'État, Eureka se trouve dans le 2e district du Sénat, représenté par le démocrate Mike McGuire et le 2e district de l'Assemblée, représenté par le démocrate Jim Wood. Au niveau fédéral, Eureka se trouve dans le deuxième district de Californie à la Chambre des représentants, représenté par le démocrate Jared Huffman.

## Transports
Eureka possède un système de tramway et une gare Amtrak (code EKA selon la liste des gares d'Amtrak).
La ville est desservie par l'aéroport d'Arcata-Eureka et l'aérodrome de Murray Field.

## Patrimoine

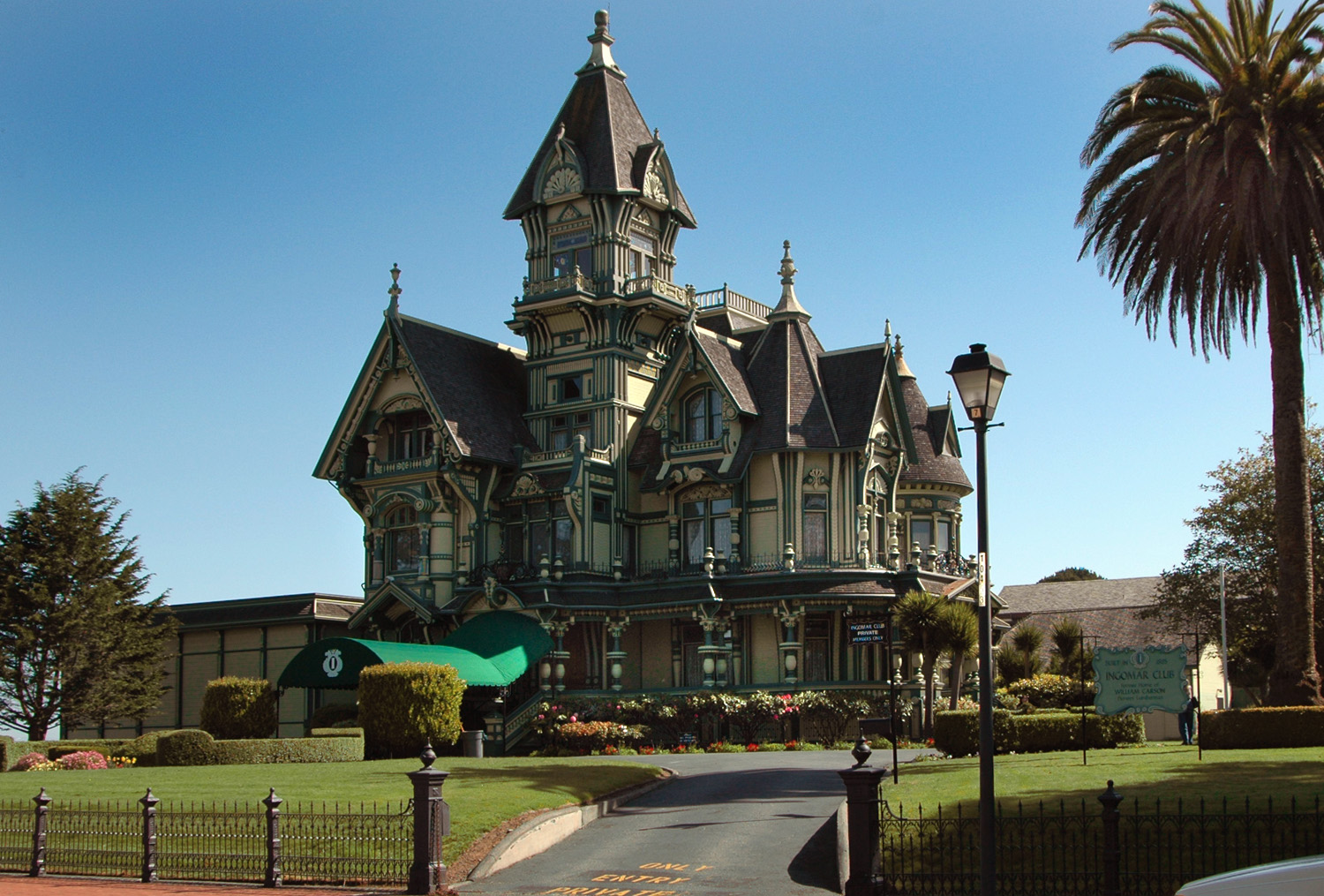
La Carson Mansion à Eureka.

Entre Eureka et Crescent City se situe le parc national de Redwood.

## Jumelage
- Kamisu (Japon)

## Personnalités liées à la ville
- Ruth Mountaingrove (1923-2016), photographe féministe, décédée à Eureka.
- Mike Patton, chanteur, compositeur, musicien, né le 27 janvier 1968 à Eureka